# Brownell
Brownell è un comune degli Stati Uniti d'America, situato nello Stato del Kansas, nella Contea di Ness.

## Geografia
Le coordinate di Brownell sono 38°38′23″N 99°44′45″W (38.639630, -99.745801). Secondo l'Ufficio del censimento degli Stati Uniti d'America, la città ha un'estensione totale di 0.52 km2, di tutta terra.

## Storia
Inizialmente la comunità di Brownell fu chiamata così dall'omonimo Brownell, un ufficiale ferroviario.
Il primo ufficio postale fu istituito nel 1880, ma fu chiamato Vansburgh fino al 1888.